# Mosler Automotive

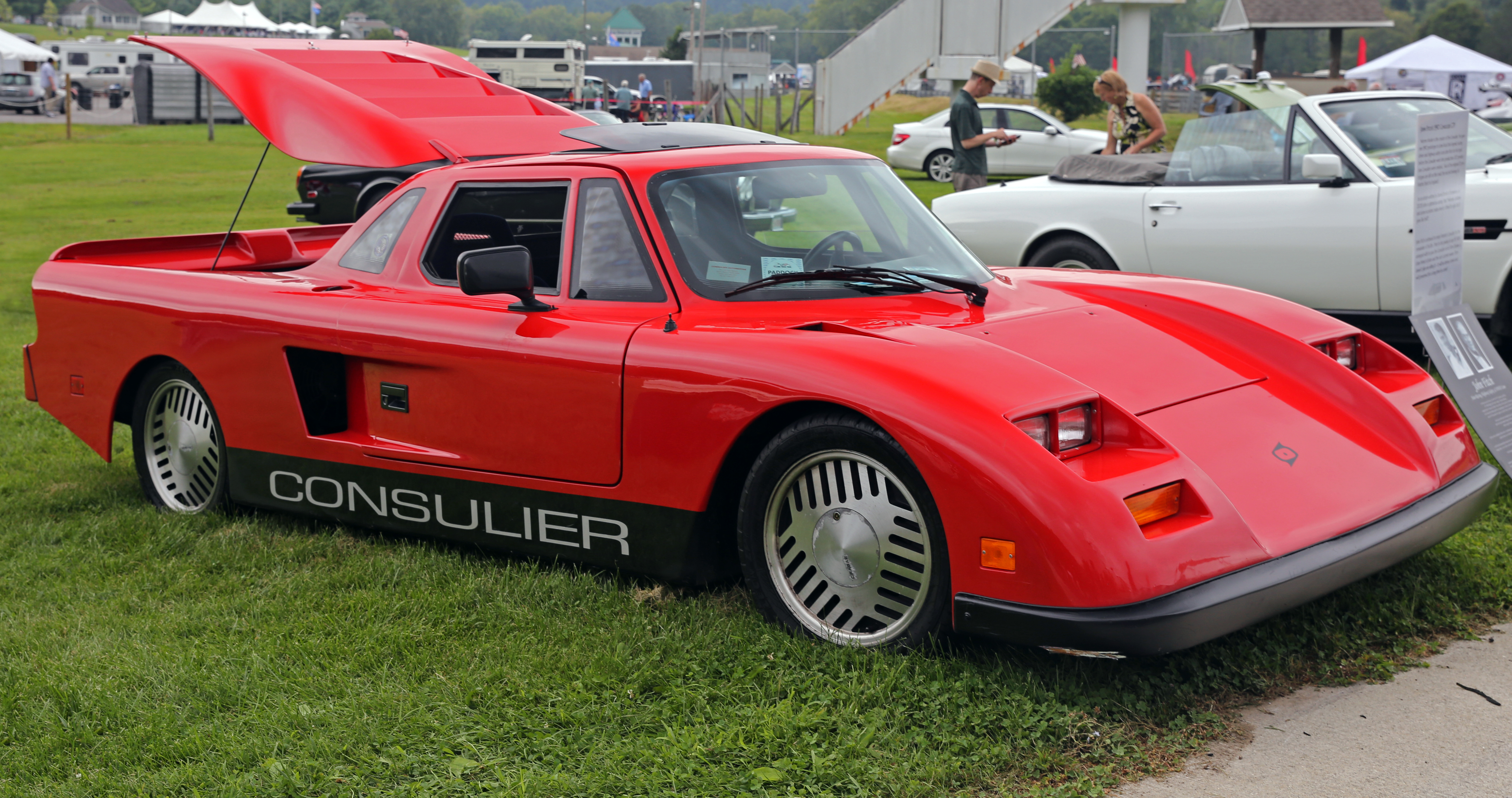
Consulier GTP

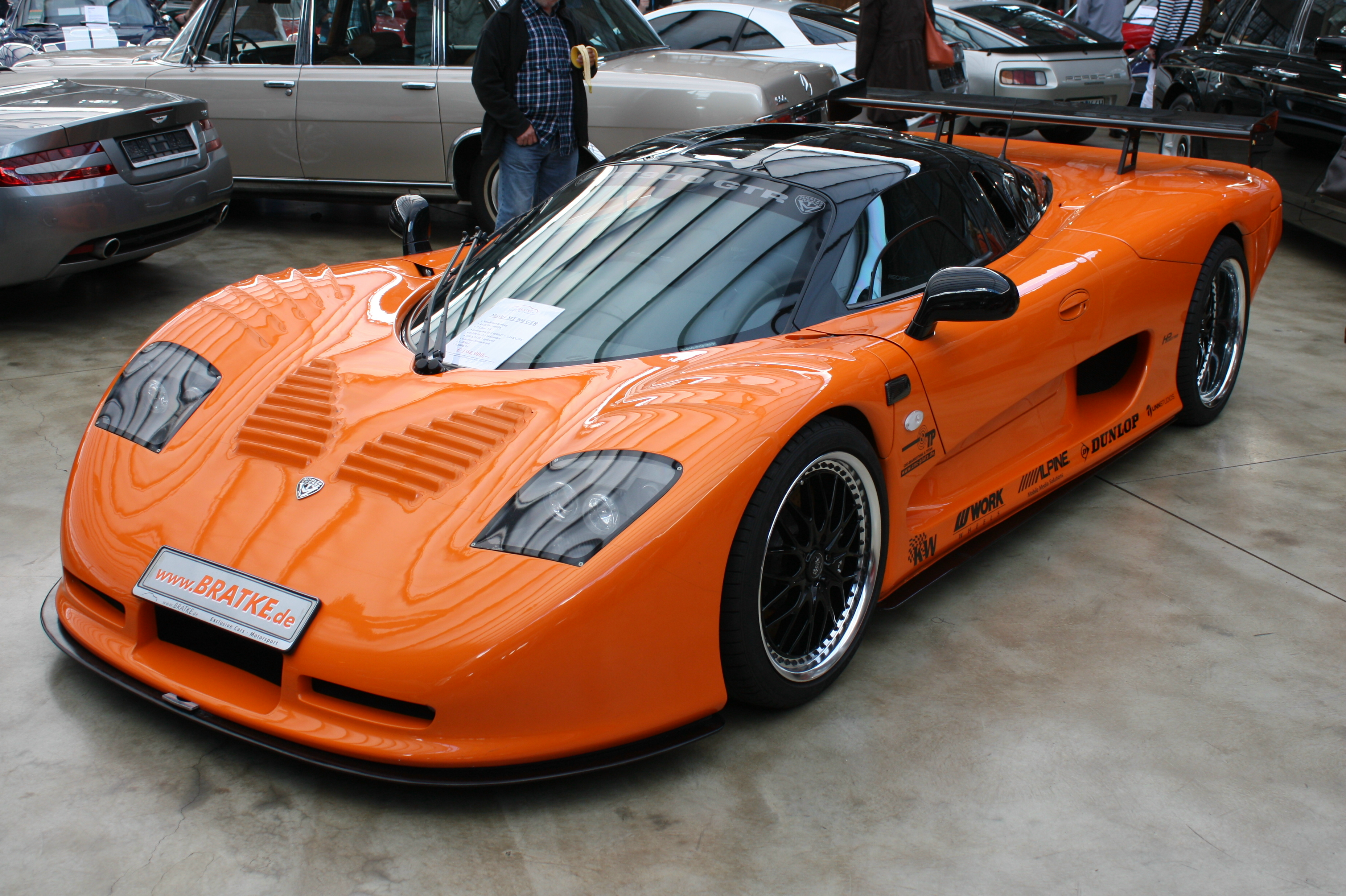
Mosler MT900

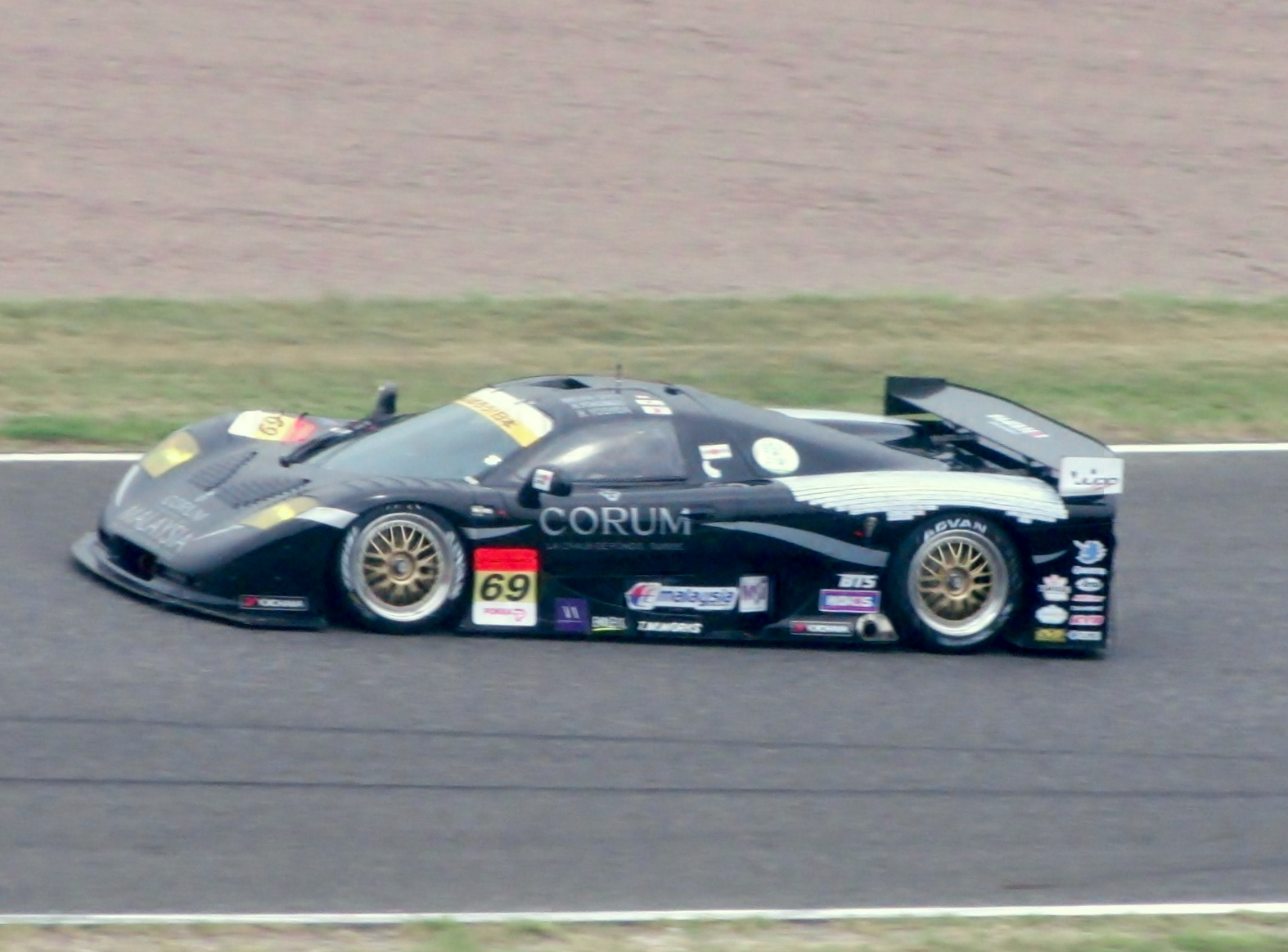
Mosler MT900 als Rennwagen

Mosler Automotive Inc., vorher Consulier Industries Inc., war ein US-amerikanischer Hersteller von Automobilen.

## Unternehmensgeschichte
Warren Mosler gründete 1985 das Unternehmen Consulier Industries in Riviera Beach in Florida. Er begann 1988 mit der Produktion von Automobilen. Ein Montagewerk befand sich in St Ives im britischen Cambridgeshire. Der Markenname lautete zunächst Consulier. 1993 änderte sich die Firmierung in Mosler Automotive und der Markenname in Mosler. 2012 oder 2013 endete die Produktion. Am 11. Juni 2013 wurde das Unternehmen von der Rossion Automotive Group übernommen.

## Fahrzeuge
Im Angebot standen Supersportwagen. Den Consulier gab es als LX mit besserer Ausstattung und als leichteren GTP Sport.
Als Mosler sind Mosler Intruder und Mosler MT900 überliefert. Die Fahrzeuge wurden auch bei Autorennen eingesetzt.
Außerdem gab es Versuche mit Elektroautos.

## Produktionszahlen
Unter der Marke Consulier entstanden etwa 100 Fahrzeuge. Für 2000 und 2001 sind jeweils zwei Fahrzeuge überliefert. 2002 und 2003 stieg die Zahl auf jeweils fünf Fahrzeuge.